# Universities and Colleges Christian Fellowship
Universities and Colleges Christian Fellowship (UCCF) ist ein evangelikal geprägter christlicher Jugendverband in Großbritannien, der 1928 als Inter-Varsity Fellowship of Evangelical Unions gegründet wurde.
Die Ziele der UCCF sind:
- Verbreitung evangelikalen Glaubens unter Studenten, Graduierten und Universitätsmitgliedern; sowie
- Förderung der Biblische Exegese in Studium und Forschung.[1]

Aus diesem Grund engagiert sich die UCCF hauptsächlich in drei Hauptaufgaben:
1. Ermutigung und Unterstützung von Leitern der angeschlossenen Christian Union-Gruppen (CUs) in Großbritannien bei der Durchführung von Evangelisationsprojekten und Hilfen für christliche Studenten bei deren Wachstum im Glauben.
2. Veröffentlichung und Verteilung von christlicher Literatur und Medien durch die Tochtergesellschaft Inter-Varsity Press (IVP), Nottingham (nicht zu verwechseln mit der US-amerikanischen InterVarsity Press).
3. Unterstützung von exegetischer Forschung, hauptsächlich für Postgraduierte.

Es gibt in Großbritannien derzeit etwa 200 Christian Unions mit ca. 20.000 Mitgliedern. Die Christian Unions bieten Gemeinschaft und geben Möglichkeit zu Bibelstudium und Evangelisation. Ca. 40.000 Studenten nehmen jedes Jahr an Evangelisationsveranstaltungen teil.
Die UCCF ist eine gemeinnützige Organisation und beschäftigt ca. 80 Mitarbeiter und betreut zusätzlich ca. 80 ehrenamtliche "Relay Workers" in einem einjährigen Trainingsprogramm. Viele dieser Mitarbeiter und Ehrenamtlichen sind Graduierte, die als Studenten in den CU aktiv waren. Sie unterstützen die Christian Unions mit Schulung, Beratung und Materialien.

## Geschichte
Im Sommersemester 1919 trafen sich Norman Grubb, ein Student des Trinity College (Cambridge), und ein Freund mit zehn Repräsentanten des Student Christian Movement (SCM) um ihre Vorbehalte zu diskutieren, weil das SCM hauptsächlich liberale Strömungen des Christentums an den britischen Universitäten pflegte. Grubb stellte die Frage ins Zentrum: „Stellt das SVM das versöhnende Blut Christi ins Zentrum seiner Lehre?“ (Does the Student Christian Movement put the atoning blood of Christ central in its teaching?) Nach kurzer Überlegung kam die Antwort: „Wir bestätigen es, aber wir stellen es nicht notwendig ins Zentrum.“
Grubb und seine Freunde in Cambridge entschieden, dass sie nicht länger mit der SCM zusammenarbeiten könnten, da sie von einer Bibel-zentrierten Lehre auf Basis der Sühne durch Christus abwichen. Die Cambridge Inter-Collegiate Christian Union (CICCU) hatte sich schon seit 1910 von der nationalen SCM getrennt, aber erst nachdem dieses Gespräch 1919 scheiterte, kam es zur dauerhaften Trennung. Weitere Spaltungen in Britannien und Irland folgten und zwei getrennte Organisationen entstanden, aus denen sich die heutigen UCCF (ursprünglich IVF) und SCM bildeten.
Neben der Unfehlbarkeit der Bibel gab es noch Meinungsverschiedenheiten in Bezug auf die Bedeutung von Evangelisation; auch wenn die SCM ursprünglich angetreten war mit dem Ziel der „Evangelisation der Welt in dieser Generation“, vertraten die Mitglieder der CICCU die Auffassung, dass dieses Ziel 1922 noch nicht ausreichend vertreten würde. Die Geschichte der SCM beschreibt zudem noch Differenzen über Leitungsfragen.
Grubb entwickelte die Vision einer „evangelical witnessing community on every university campus“ (evangelikalen zeugnisgebenden Gemeinschaft an jedem Universitäts-Campus (zu dieser Zeit gab es nur 28 Universitäten im Vereinigten Königreich und Irland)).
Im Laufe des Jahres 1919 trafen sich Studenten der Oxford Inter-Collegiate Christian Union, Cambridge Inter-Collegiate Christian Union und London CU in London zu Konferenzen für Nicht-Campus-Bewohner. Douglas Johnson, ein Alumnus von King’s College, konnte 1924 als Leiter (Secretary) dieser Inter-Varsity-Konferenzen gewonnen werden. In der Folge wurde er 1928 von 14 University Christian Unions bei der Konferenz im High Leigh Conference Centre, Hoddesdon beauftragt, den Inter-Varsity Fellowship of Evangelical Unions (IVF) zu gründen. Er war der erste General Secretary und wirkte in dieser Funktion bis 1964.
1947 wurde die UCCF Gründungsmitglied der International Fellowship of Evangelical Students (IFES), wodurch sie bis heute eine aktive Rolle in internationaler Mission einnimmt.
Während der 1940er entstanden auch CU-Gruppen in den Technical Colleges unter einer Unterorganisation, dem Inter-Colleges Christian Fellowship (ICCF) und auch die Colleges of Education Christian Unions (CECU) übernahmen eine vergleichbare Funktion für Christian Unions in Teacher-Training Colleges (Pädagogischen Hochschulen). Die Arbeit in diesen Gebieten wuchs rapide vor allem im Laufe der 1960er und 1970er, so dass Mitte der 1970er die Hälfte der Mitarbeiter in diesem Feld arbeiteten und ICCF und CECU sich mit der IVF zur Universities and Colleges Christian Fellowship zusammenschlossen. Eine spezialisierte Gruppe, die Religious and Theological Students Fellowship (RTSF), die die Zeitschrift Themelios veröffentlicht, blieb eine separate Organisation.
Seither erwarben viele Colleges den Universitätsstatus. Bis 2007 bediente UCCF Arbeitsfelder der Higher education (HE) und Further education (FE). In diesem Jahr entstand die Organisation FESTIVE (FE & Sixth Form Initiative), wodurch die UCCF wieder frei wurde, sich auf Higher Education zu konzentrieren.

### Mitarbeiter
- Douglas Johnson, Secretary, 1928–1964[8]
- Oliver R. Barclay, General Secretary, 1964–1980[6]
- Robin Wells, General Secretary, 1980–1992[10]
- Bob Horn, General Secretary, 1992–2001[11]
- Richard Cunningham, Director, seit 2004[12]

### Forschung
UCCF unterstützt biblische Forschung durch Tyndale House, Cambridge (gegründet 1944).
Seit den späten 1980ern bis ins gegenwärtige Jahrhundert unterstützte das Whitefield Institute, Oxford, (gegründet durch E. David Cook) Studenten im Bereich Christian Ethics. Im Sommer 2006 wurde es in das Kirby Laing Institute for Christian Ethics (KLICE) umgewandelt.

## Aktivitäten
Die Aktivitäten umfassen Mission outreach (Evangelisationsveranstaltungen an Universitäten) mit Leiterschaftstraining und Unterstützung durch die Mitarbeiter, eine Konferenz: Forum mit 700 Teilnehmern und Arbeit im Bereich christlicher Apologetik und Theologie durch Webanwendungen. (UCCF's bethinking.org und theologynetwork.org), Forschung (Kirby Laing Institute for Christian Ethics) und Nachfolgeplanung für das Board of Directors.

## Bekenntnis
Die UCCF ist verwurzelt im Evangelikalismus. Die Doctrinal Basis besteht aus den „fundamental truths of Christianity, as revealed in Holy Scripture“, im Einzelnen:
1. There is one God in three persons, the Father, the Son and the Holy Spirit. – Es ist ein Gott in drei Personen, Vater, Sohn und Heiliger Geist.
2. God is sovereign in creation, revelation, redemption and final judgement. – Gott ist der Herr von Schöpfung, Offenbarung, Erlösung und Endgericht.
3. The Bible, as originally given, is the inspired and infallible Word of God. It is the supreme authority in all matters of belief and behaviour. – Die Bibel, wie sie ursprünglich gegeben ist, ist das inspirierte und unfehlbare Wort Gottes. Sie ist die oberste Autorität in allen Belangen von Glauben und Verhalten.
4. Since the fall, the whole of humankind is sinful and guilty, so that everyone is subject to God's wrath and condemnation. – Seit dem Sündenfall ist die ganze Menschheit sündig und schuldig, sodass jeder dem Zorn Gottes und der Verdammung unterworfen ist.
5. The Lord Jesus Christ, God's incarnate Son, is fully God; he was born of a virgin; his humanity is real and sinless; he died on the cross, was raised bodily from death and is now reigning over heaven and earth. – Der Herr Jesus Christus, Gottes fleischgewordener Sohn ist gänzlich Gott; er wurde von einer Jungfrau geboren; seine Menschlichkeit ist real und sündlos; er starb am Kreuz, wurde körperlich auferweckt vom Tod und regiert nun über Himmel und Erde.
6. Sinful human beings are redeemed from the guilt, penalty and power of sin only through the sacrificial death once and for all time of their representative and substitute, Jesus Christ, the only mediator between them and God. – Sündige menschliche Wesen werden von der Schuld, Strafe und Macht der Sünde nur durch den Opfertod ein- und für alle Mal durch ihren Vertreter und Ersatz, Jesus Christus, den einzigen Mittler zwischen ihnen und Gott erlöst.
7. Those who believe in Christ are pardoned all their sins and accepted in God's sight only because of the righteousness of Christ credited to them; this justification is God's act of undeserved mercy, received solely by trust in him and not by their own efforts. – Diejenigen, die an Christus glauben, denen werden alle ihre Sünden verziehen und sie werden in Gottes Augen allein aus der Gerechtigkeit Christi, die ihnen angerechnet wird, angenommen; diese Rechtfertigung ist Gottes Akt der unverdienten Gnade, erhältlich nur durch Vertrauen in ihn und nicht durch eigene Anstrengungen.
8. The Holy Spirit alone makes the work of Christ effective to individual sinners, enabling them to turn to God from their sin and to trust in Jesus Christ. – Der Heilige Geist allein bringt das Werk Christi zur Entfaltung bei individuellen Sündern, und ermöglicht ihnen zu Gott umzukehren von ihrer Sünde und an Jesus Christus zu glauben.
9. The Holy Spirit lives in all those he has regenerated. He makes them increasingly Christlike in character and behaviour and gives them power for their witness in the world. – Der Heilige Geist lebt in allen denen, die durch ihn wiedergeboren sind. Er macht sie zunehmend Christus-ähnlich im Charakter und Verhalten und gibt ihnen Kraft für ihr Zeugnis in der Welt.
10. The one holy universal church is the Body of Christ, to which all true believers belong. – Die eine heilige universelle Kirche ist der Körper Christi, zu dem alle wahren Gläubigen gehören.
11. The Lord Jesus Christ will return in person, to judge everyone, to execute God's just condemnation on those who have not repented and to receive the redeemed to eternal glory. – Der Herr Jesus Christus wird persönlich wiederkommen um jeden zu richten, um Gottes gerechte Verdammung auszuüben gegenüber jenen, die nicht bereut haben, und diejenigen aufzunehmen, die erlöst sind, zur ewigen Herrlichkeit.

Manche Christen (unter anderem Mitglieder von nicht-protestantischen Gruppen wie Katholiken und Orthodoxen) haben Mühe mit Teilen dieser Doctrinal Basis. Vor allem die Lehren von sola scriptura (Pkt. 3) und Sühnopfertheologie (penal substitution, Pkt. 6) werden vor allem von Theologen angefochten und Nontrinitarians fechten Punkt 1 an. In einigen Fällen hat die evangelikale Theologie der UCCFs zu Schwierigkeiten mit Chaplaincies und/oder anderen Student Unions geführt. Darin begründet sind auch die Differenzen zwischen UCCF und SCM (die dem Öumenismus verpflichtet ist).

## Gruppierungen
Mitgliedsorganisationen:
- Liste der Christian Unions in Großbritannien
- Cambridge Inter-Collegiate Christian Union
- Oxford Inter-Collegiate Christian Union
- Durham Inter-Collegiate Christian Union

Internationale Schwester-Organisationen:
- InterVarsity Christian Fellowship (USA)
- Inter-Varsity Christian Fellowship of Canada
- Australian Fellowship of Evangelical Students
- Tertiary Students Christian Fellowship (New Zealand)

Weitere christliche Studenten-Bewegungen in Großbritannien
- Student Christian Movement of the United Kingdom
- Fusion (student movement)